# Carly Gullickson
Carly Gullickson (nacida el 26 de noviembre de 1986, en Cincinnati, Ohio) es una tenista profesional estadounidense. Su mejor ranking en individuales de la WTA fue No. 123, alcanzado el 20 de julio de 2009.

## Grand Slam

### Dobles mixto

#### Ganados (1)
| Año  | Campeonato | Superficie | Pareja         | Oponentes en la final   | Resultado |
| 2009 | US Open    | Dura       | Travis Parrott | Cara Black Leander Paes | 6-2, 6-4  |

## Títulos WTA (2)

### Dobles (2)
| Leyenda               |
| Grand Slam (0)        |
| WTA Championships (0) |
| Premier (0)           |
| International (0)     |
| Tier I (0)            |
| Tier II (0)           |
| Tier III (2)          |
| Tier IV (0)           |

| No. | Fecha                   | Torneo      | Superficie    | Pareja               | Oponentes en la final       | Resultado |
| 1.  | 17 de noviembre de 2004 | Quebec City | Dura (indoor) | María Emilia Salerni | Els Callens Samantha Stosur | 7-5, 7-5  |
| 2.  | 30 de octubre de 2006   | Quebec City | Dura (indoor) | Laura Granville      | Jill Craybas Alina Jidkova  | 6-3, 6-4  |